# Chelostoma schlettereri
Chelostoma schlettereri är en biart som först beskrevs av Heinrich Friese 1899.  Chelostoma schlettereri ingår i släktet blomsovarbin, och familjen buksamlarbin. Inga underarter finns listade i Catalogue of Life.